# Fifehead Magdalen
Fifehead Magdalen est une paroisse civile et un village du Dorset, en Angleterre.